# Ilha de Pecixe
Ilha de Pecixe är en ö i Guinea-Bissau. Den ligger i den västra delen av landet, 50 km väster om huvudstaden Bissau. Arean är 168 kvadratkilometer.
Terrängen på Ilha de Pecixe är mycket platt. Öns högsta punkt är 34 meter över havet. Den sträcker sig 15,3 kilometer i nord-sydlig riktning, och 19,6 kilometer i öst-västlig riktning.  Omgivningarna runt Ilha de Pecixe är en mosaik av jordbruksmark och naturlig växtlighet.